# Michael O'Higgins
Michael Joseph O'Higgins (1er novembre 1917 - 9 mars 2005) est un homme politique irlandais du Fine Gael qui est chef du Seanad de 1973 à 1977. Il est Teachta Dála (TD) de 1948 à 1951 et de 1954 à 1969. Il est également sénateur de 1951 à 1954 et de 1973 à 1977.
Fils de l'éminent homme politique du Fine Gael Thomas F. O'Higgins, Michael et son frère Tom sont tous deux entrés au Dáil en 1948 et restent pendant plusieurs décennies. Alors que Tom s'est bâti une réputation de libéral, Michael est le reflet de leur père et est considéré comme un conservateur.

## Biographie

### Jeunesse
O'Higgins est né à Straffan, dans le comté de Kildare, en 1917. O'Higgins vient d'une famille politique irlandaise. Son père Thomas F. O'Higgins, est un ancien chef des Blueshirts et ministre. Son oncle Kevin O'Higgins, est un ministre assassiné dans les années 1920. Le frère d'O'Higgins, Tom O'Higgins, est député, ministre, candidat à la présidentielle (en 1966 et 1973) et plus tard juge en chef d'Irlande,.
Adolescent, O'Higgins est membre des Blueshirts, le groupe paramilitaire radical de droite apparu au début des années 1930 en Irlande en opposition à l'Armée républicaine irlandaise. S'exprimant lors d'une convention du Fine Gael à Monaghan en 1956, O'Higgins défend son passage dans l'organisation, déclarant : « s'il était nécessaire de le porter à nouveau, je serais fier et heureux de le porter. Ceux qui portaient les chemises bleues l'ont fait. il ne s'agit pas de provoquer des troubles ou des conflits, mais de rassembler les différentes couches de la population".
Il fait ses études au St Mary's College de Dublin, au Clongowes Wood College, àl'University College Dublin et à l'Incorporated Law Society of Ireland.

### Carrière politique
O'Higgins est élu pour la première fois au Dáil Éireann en tant que député Fine Gael pour la circonscription de Dublin Sud-Ouest lors des élections générales de 1948. O'Higgins, son père et son frère sont tous élus membres du 13e Dáil en 1948.
Il perd son siège aux élections générales de 1951, mais le retrouve aux élections de 1954. O'Higgins conserve son siège, représentant la circonscription de Wicklow à partir des élections générales de 1961, jusqu'à lsa défaite aux élections générales de 1969. Il est membre du conseil municipal de Dublin de 1945 à 1955, et membre du Seanad Éireann de 1951 à 1954 et de 1969 à 1977, jusqu'à sa retraite de la politique. Il est chef du Seanad de 1973 à 1977.
En 1965, lorsque le chef du Fine Gael James Dillon démissionne, O'Higgins décide immédiatement de nommer Liam Cosgrave comme nouveau chef afin d'empêcher l'aile gauche du parti, centrée autour du nouveau venu Declan Costello, d'organiser à tout moment leur propre campagne pour le poste.
Au cours des années 1970, O'Higgins s'oppose à toute tentative visant à légaliser la vente de contraceptifs en Irlande.

### Vie privée
Il est marié à Brigid Hogan-O'Higgins, également députée du Fine Gael. Il épouse Brigid Hogan en 1958, un an après son élection. Ils sont le premier couple marié à être élu au même Dáil. Ils ont neuf enfants. Il est décédé en 2005.